# Бакир, Фатих
Фатих Бакир (тур. Fatih Bakır; род. 11 марта 1977, Маниса) — турецкий борец греко-римского стиля, бронзовый призёр первенства Европы среди юниоров, серебряный призёр чемпионата Европы 2001 года в Стамбуле, участник летних Олимпийских игр 2000 года в Сиднее. Выступал в супертяжёлой весовой категории (до 130 кг). На Олимпиаде уступил израильтянину Юрию Евсейчику, победил поляка Марека Ситника, чеха Давида Вала и занял итоговое 8-е место.